# Utrecht Leidsche Rijn vasútállomás
Utrecht Leidsche Rijn vasútállomás vasútállomás Hollandiában, Utrecht városában.

## Vasútvonalak
Az állomást az alábbi vasútvonalak érintik:
- Utrecht–Rotterdam-vasútvonal

## Kapcsolódó állomások
A vasútállomáshoz az alábbi állomások vannak a legközelebb:
- Utrecht Terwijde vasútállomás
- Utrecht Centraal